# LKS Atom Dzierżoniów
LKS Atom Dzierżoniów – polski klub kolarski, założony w 1983 roku w Dzierżoniowie jako LKS Ogniwo. Trenerem klubu jest Mariusz Mazur, od lutego 2013 trener szosowej kadry Polski kobiet w kategorii młodzieżowej i elity. W barwach klubu startują Reprezentantki Polski - Natalia Mielnik, Karolina Garczyńska i Paulina Guz oraz Reprezentantka Białorusi, Marina Zaniewska [IV zawodniczka Mistrzostw Świata w Moskwie w 2009 roku].
LKS Atom Dzierżoniów jest Klubowym Mistrzem Polski w Kolarstwie Kobiecym za sezon 2012. Zawodniczki z Dzierżoniowa zdobyły tytuł Klubowego Górskiego Mistrza Polski w Kolarstwie Szosowym Kobiet oraz tytuł II Klubowego Górskiego Mistrza Polski w Kolarstwie Szosowym w kategorii Open podczas zawodów w Podgórzynie w dniach 25-26.08.2012 roku a także tytuł Wicemistrzyń Polski Elity w Wyścigu Drużynowym na Czas rozegranym podczas Drużynowych Mistrzostw Polski w Grudziądzu 28-30.09.2012 roku.
Sukcesy w 2012 roku na arenie międzynarodowej:
Natalia Mielnik - IX miejsce na Mistrzostwach Europy, Zelandia – Holandia 2012
Karolina Garczyńska - X miejsce na Mistrzostwach Europy, Zelandia Holandia 2012
Paulina Guz - XXXVI miejsce na Mistrzostwach Europy, Zelandia- Holandia 2012
Osiągnięcia drużynowe w 2012 roku:
Klubowy Górski Mistrz Polski w Kolarstwie Szosowym Kobiet - Podgórzyn 2012
II Klubowy Górski Mistrz Polski w Kolarstwie Szosowym Open - Podgórzyn 2012
Wicemistrzynie Polski Elity w Wyścigu Drużynowym na Czas w składzie: Paulina Brzeźna-Bentkowska, Natalia Mielnik, Paulina Guz i Karolina Garczyńska - Grudziądz 2012
II Torowe Wicemistrzynie Polski: Paulina Guz, Karolina Garczyńska, Natalia Mielnik - Pruszków 2012
Sukcesy indywidualne zawodników LKS Atom Dzierżoniów w 2012 roku:
Karolina Garczyńska - Mistrzyni Polski w Kolarstwie Szosowym Górskim - 2012
Natalia Mielnik - Wicemistrzyni Polski do 23 lat - Jędrzejów, (Kielce 2012) Mistrzostwa Polski w Kolarstwie Szosowym 2012
Klub jest współorganizatorem Międzynarodowego Kryterium Kolarskiego w Dzierżoniowie oraz Grand Prix Mini Cross Sudety – ligi kolarskiej dla szkół podstawowych.
W roku 2010 LKS Atom Dzierżoniów stworzył grupę orliczek, która ściga się na arenie ogólnopolskiej i zagranicznej a także stanowi trzon Reprezentacji Polski. Jest to pierwsza na Dolnym Śląsku kobieca grupa orliczek w kolarstwie szosowym.